# Mascaras (Pireneje Wysokie)
Mascaras – miejscowość i gmina we Francji, w regionie Oksytania, w departamencie Pireneje Wysokie.
Według danych na rok 1990 gminę zamieszkiwało 276 osób, a gęstość zaludnienia wynosiła 58 osób/km² (wśród 3020 gmin regionu Midi-Pireneje Mascaras plasuje się na 789. miejscu pod względem liczby ludności, natomiast pod względem powierzchni na miejscu 1507.).